# Ernst Gottlieb von Taubadel
Ernst Gottlieb von Taubadel (geb. 5. August 1753 in Kertschütz, Kreis Neumarkt; gest. 20. Mai 1821 in Kreuzburg, Kreis Kreuzburg O.S., Provinz Schlesien) war ein preußischer Leutnant und Landrat.

## Leben

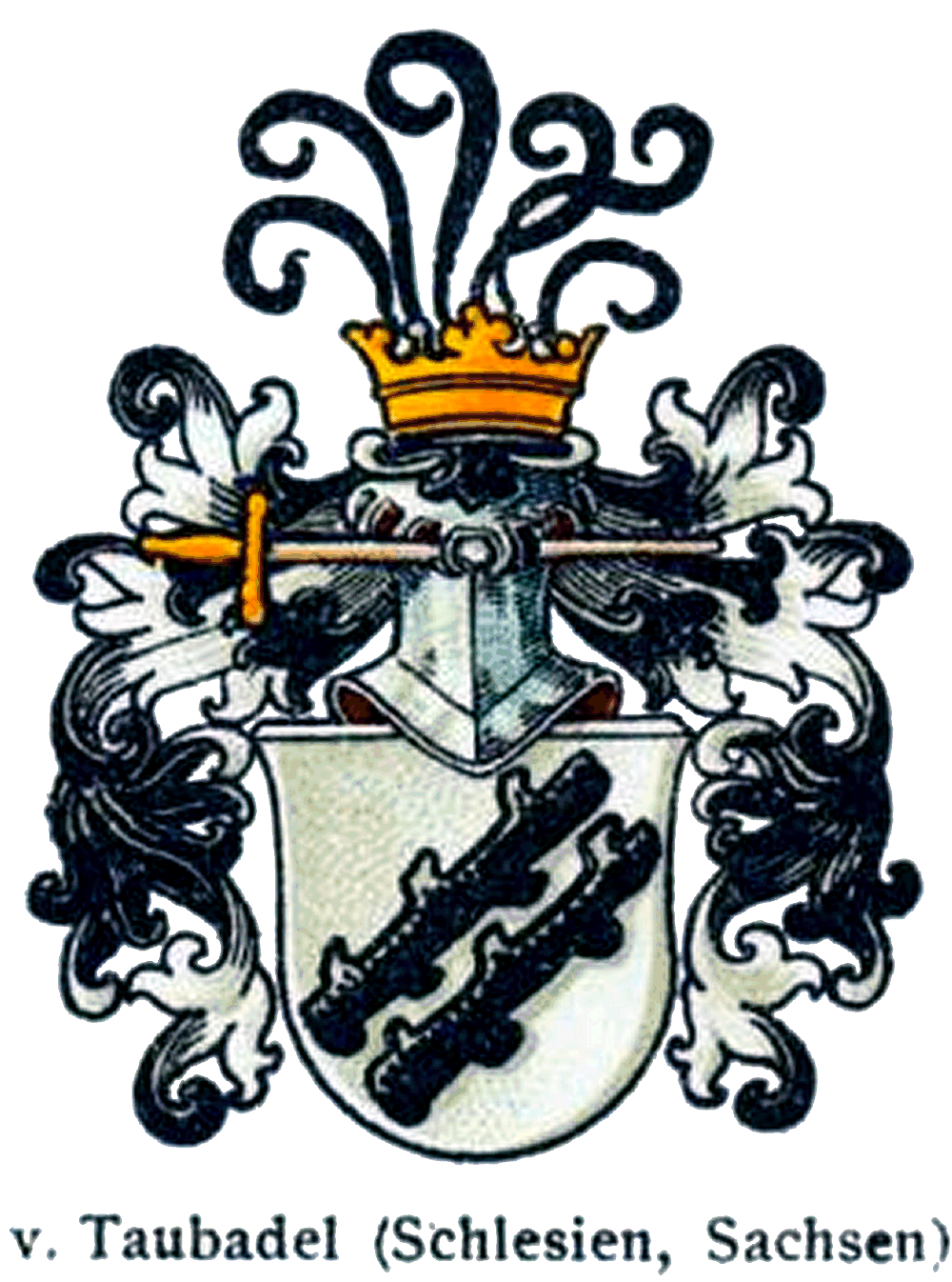
Stammwappen derer von Taubadel

Ernst Gottlieb von Taubadel war Angehöriger des meißnischen Adelsgeschlechts Taubadel. Er war ein Sohn von Carl Gottlieb von Taubadel (1708–1762), preußischer Justizrat, sowie Erbherr auf Kertschütz, Wüstung, Goldschmieden und Kranz. Seine Mutter war Louise Erdmuthe (1718–1779), geb. von Nimptsch aus dem Hause Schönbach. Ernst Gottlieb trat zunächst in das Preußische Heer ein und erreichte dort den Rang eines Leutnants. Nach seinem Abschied vom Militär kehrte er zurück nach Oberschlesien, wo er sich auf Ober Schmardt niederließ. Nach erfolgreicher Wahl durch die Stände, und mittels Ordre vom 15. November 1800, wurde er zum Nachfolger von Adolf Sylvius von Ohlen und Adlerscron als Landrat des Kreises Kreuzburg O.S. ernannt. Das Amt als Landrat übte er bis zum Jahr 1815 aus.

## Persönliches
Ernst Gottlieb von Taubadel war im Jahr 1821 u. a. Erbherr auf Bukowine und Schmardt. Am 29. Oktober 1781 heiratete er in Bischdorf Johanne Gottliebe (* 29. September 1763 in Wendrin; † 10. September 1804 in Schönwald), geb. von Jordan und Alt-Patschkau. Ihre Kinder waren:
1. Karoline Wilhelmine Gottliebe (* 24. Oktober 1783 in Breslau; † 11. Mai 1840 in Oels)
2. Ludwig Heinrich Gottlieb von Taubadel (* 13. Mai oder 13. Juli 1786 in Bukowine; † 18. Februar 1826 in Kreuzburg), königlich preußischer Landrat im Kreis Kreuzburg O.S. von 1818 bis 1826.[4]
3. Adolf Eduard Wilhelm Karl Gottlieb (* 19. April 1788 in Bukowine; † 30. Juni 1788 ebenda)
4. Friedrich Ernst Gottlieb (* 8. Oktober 1789 in Alt Karmunkau; † 14. März 1790 ebenda)
5. Gottliebe Adelheid Amalie Erdmuthe (25. Oktober 1790 in Alt Karmunkau; † 28. September 1867 in Oels)
6. Charlotte Christiane Eleonore Gottliebe (* 1. Mai 1792 in Alt Karmunkau; † 13. Juni 1792 ebenda)
7. Gustav Julius Alexander Gottlieb (* 19. Juni 1793 in Alt Karmunkau; † 14. Oktober 1805 in Kreuzburg)
8. Albert Friedrich Gottlieb (* 5. November 1794 in Alt Karmunkau; † 17. März 1814 in Grisy-sur-Seine an den Folgen einer Wunde aus der Schlacht bei Laon)
9. Wilhelm Traugott Ernst Gottlieb (* 17. Mai 1796 in Alt Karmunkau; † 16. Juni 1851 in Breslau), königlich preußischer Lieutenant und Landrat im Kreis Rosenberg O.S. von 1830 bis 1841.
10. Marie Gabriele Louise Gottliebe (* 16. August 1797 in Alt Karmunkau; † 2. Juni 1822 in Kreuzburg)